# La tempesta (Sibelius)
La tempesta (Stormen), Op. 109, sono le musiche di scena per il lavoro teatrale La tempesta di Shakespeare, composta da Jean Sibelius nel 1925-1926, all'incirca nello stesso periodo in cui scrisse il suo poema sinfonico Tapiola. Sibelius ricavò anche due suite orchestrali dalla partitura.
Si dice che la musica mostri un'incredibile ricchezza di immaginazione e capacità inventiva ed è considerata da alcuni come uno dei più grandi successi di Sibelius. Ha rappresentato i singoli personaggi attraverso scelte strumentali: particolarmente ammirato è stato il suo uso delle arpe e delle percussioni per rappresentare Prospero, si disse per catturare "la rilevante ambiguità del personaggio".

## Storia
Sibelius aveva completato la sua Settima sinfonia, che sarebbe stata la sua ultima, nel 1924. La tempesta e Tapiola dovevano essere le sue ultime grandi opere e scrisse poco altro per i restanti 32 anni della sua vita, cosa che divenne nota come "Il silenzio di Järvenpää".
L'idea della musica per La tempesta fu proposta per la prima volta a Sibelius nel 1901, dal suo amico Axel Carpelan. Nel 1925 il suo editore danese Wilhelm Hansen sollevò di nuovo l'idea, poiché il Teatro reale danese di Copenaghen avrebbe messo in scena il lavoro l'anno successivo, diretto da Adam Poulsen. Sibelius lo scrisse nel periodo dall'autunno del 1925 fino all'inizio del 1926, durante il quale compì 60 anni.
La musica completa dura più di un'ora. Originariamente era composta da 34 brani, per cantanti, coro di voci miste, armonium e una grande orchestra. Fu eseguita per la prima volta a Copenaghen il 15 marzo 1926. La prima sera attirò l'attenzione internazionale ma Sibelius non era presente. Le recensioni osservarono che "Shakespeare e Sibelius, questi due geni, si sono finalmente trovati l'un l'altro" ed elogiarono in particolare la parte interpretata dalla musica e dalle scene. Solo quattro giorni dopo Sibelius partì per un lungo viaggio per lavorare su nuove commissioni a Roma. Non ascoltò la musica per la prima volta fino all'autunno del 1927, quando il Teatro Nazionale Finlandese di Helsinki mise in scena il lavoro. Per questa esecuzione compose un epilogo alternativo, portando il numero di brani a 35.
L'Ouverture è stata descritta come "il singolo brano musicale più onomatopoetico mai composto". Sibelius pubblicò l'Ouverture come un pezzo separato e ricavò due suite dalla musica, comprendente 19 pezzi. In queste suite sono condensati e combinati elementi delle musiche di scena, a volte in modi che oscurano il dramma. È nella forma di queste suite che la musica è stata ascoltata più frequentemente in sala da concerto su disco. Varie registrazioni non si attengono alle suite ufficiali, ma includono altri elementi.
La musica di scena completa non fu registrata per la prima volta che nel 1992, dall'Orchestra Sinfonica di Lahti, il Coro dell'Opera di Lahti e cinque solisti sotto la bacchetta di Osmo Vänskä, come parte delle registrazioni complete di tutte le opere di Sibelius. Tra le incisioni delle suite figurano quelle di Sir Thomas Beecham, Sir Charles Groves, Horst Stein, Leif Segerstam  e Michael Stern.

## Struttura delle musiche di scena
- N. 1. Ouverture

- Atto 1
  - N. 2, Miranda si addormenta
  - N. 3, Ariel vola dentro
  - N. 4, Coro dei Venti
  - N. 5, Ariel corre in fretta
  - N. 6, La prima canzone di Ariel con introduzione e coro
  - N. 7, Seconda canzone di Ariel
- Atto 2
  - N. 8, Interludio
  - N. 9, La quercia
  - N. 10, terza canzone di Ariel
  - N. 11, Interludio
  - N. 12, La canzone di Stephan
  - N. 13, Canzone di Caliban
- Atto 3
  - N. 14, Interludio
  - N. 15, Humoreske
  - N. 16, Canone
  - N. 17, Danza del diavolo
  - N. 18, Ariel come arpia
  - N. 19, Danza II [I diavoli ballano via]
  - N. 20, Intermezzo
- Atto 4
  - N. 21, Ariel vola dentro
  - N. 22, Quarta canzone di Ariel
  - N. 23, L'arcobaleno
  - N. 24, Recitazione di Iris
  - N. 25, Canto di Giunone
  - N. 26, Danza delle naiadi
  - N. 27, La mietitrice
  - N. 28, Ariel vola dentro [= No. 3]
  - N. 29, Ariel vola via [= No. 5]
  - N. 30, Ariel vola dentro
  - N. 31, I cani
- Atto 5
  - N. 31bis, Overture
  - N. 32 Intrada
  - N. 33, Quinta canzone di Ariel
  - N. 34, Cortège
  - N. 34 bis, Epilogo.

## Struttura delle suite
I riferimenti tra parentesi sono l'origine della musica nella partitura originale.
Suite n. 1 per pianoforte, op. 109/2
- 1. La quercia (No. 18, Ariel come un'Arpia, seguito da N. 9, La quercia)
- 2. Humoreske (n. 15)
- 3. La canzone di Caliban (n. 13)
- 4. I raccoglitori (N. 19, Danza II I diavoli danzano via; N. 27, La raccoglitrrice)
- 5. Canone (n. 16)
- 6. Scena (n. 11, Interludio; n. 31, I cani)
- 7a. Intrada (n. 32)
- 7b. Berceuse (n. 2, Miranda cade addormentata)
- 8a. Interludio (N. 23, L'arcobaleno)
- 8b. Canto di Ariel (N. 7, Secondo canto di Ariel)
- 9. Ouverture (n. 1)

Suite n. 2 per pianoforte, op. 109/3
- 1. Coro dei venti (n. 4)
- 2. Intermezzo (n. 20)
- 3. Danza delle Ninfe (N. 26, Danza delle Naiadi)
- 4. Prospero (n. 8, Interludio)
- 5. Canzone I (N. 22, Quarta canzone di Ariel)
- 6. Canzone II (N. 31 bis, Ouverture; N. 33, Quinta canzone di Ariel)
- 7. Miranda (n. 14, interludio)
- 8. Le Naiadi (N. 6, Primo canto di Ariel)
- 9. Episodio di danza (N. 17, Danza del Diavolo)